# ベイルート
ベイルート（アラビア語: بيروت  発音 Bayrūt、英語: Beirut、フランス語: Beyrouth）は、レバノンの首都であり、ベイルート県の県都でもあり、同国最大の都市である。最近の国勢調査は行われていないが、2007年の推計では100万人以上から220万人となっており、ベイルート都市圏 の一部としてはレバント地域第3位、アラブ世界第15位の都市となっている。レバノンの地中海沿岸の中間地点にある半島に位置するベイルートは、地域の重要な港である。
ベイルートは世界で最も古い都市の一つであり、5,000年以上も前から人が住んでいた。ベイルートの最初の歴史的な言及は、紀元前15世紀のエジプト新王国からのアマルナ文書で発見されている。

ベイルートはレバノンの政府所在地であり、レバノン経済の中心的な役割を果たしており、ほとんどの銀行や企業は中央地区、バダロ、ヴェルダン通り、ハムラ、リヤド・エル・ソレ通り、アフラフィエに拠点を置いている。破壊的なレバノン内戦の後、ベイルートの文化的景観は大規模な復興を遂げた。ベイルートは、会計、広告、銀行、金融、法律などの分野で評価され、グローバル化と世界都市研究ネットワークのベータ世界都市にランク付けされている。

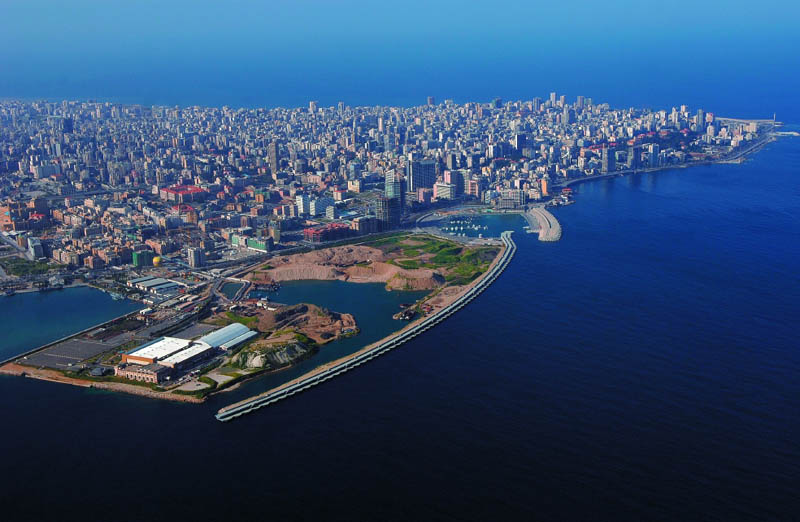
ベイルートの街並み

## 歴史

### 18世紀まで
元々ベイルートは、フェニキア人によって、Beroth、つまり泉の街と名付けられた。
ベイルートは、長きにわたって東地中海の交易の中心地であり続けた。中世のほとんどは、アラブ最大の交易の中心地としての地位をアッコに譲っていたが、18世紀になると、ベイルートは、ダマスカスの支援を得て、アッコによる交易の独占を打破することに成功し、瞬く間にアッコに代わってこの地域の取引の中心地となった。
この結果、ベイルートは非常に国際色豊かな都市になり、ヨーロッパやアメリカ合衆国とも緊密な関係を持ち、欧米の宣教師の布教活動の中心地にもなっていった。彼らは市民を改宗させるという意味では大きな成功を収めることはなかったが、彼らによって様々な教育機関・制度が構築されることになった。その一つの例がアメリカの宣教師が設立したシリア・プロテスタント大学であり、同校は、その後ベイルート・アメリカン大学になった。

### 19世紀
19世紀になると、ベイルートは、アラビア人の知的活動の中心にもなり始めた。ベイルートは、レバノン山付近で産出する絹の輸出によって繁栄した。交易品の多くはフランスの船によってマルセイユに運ばれ、この地域におけるフランスの影響力が、速かに他のヨーロッパ列強の影響力をしのぐようになった。ベイルートは、中東のパリとも呼ばれた。

### 20世紀

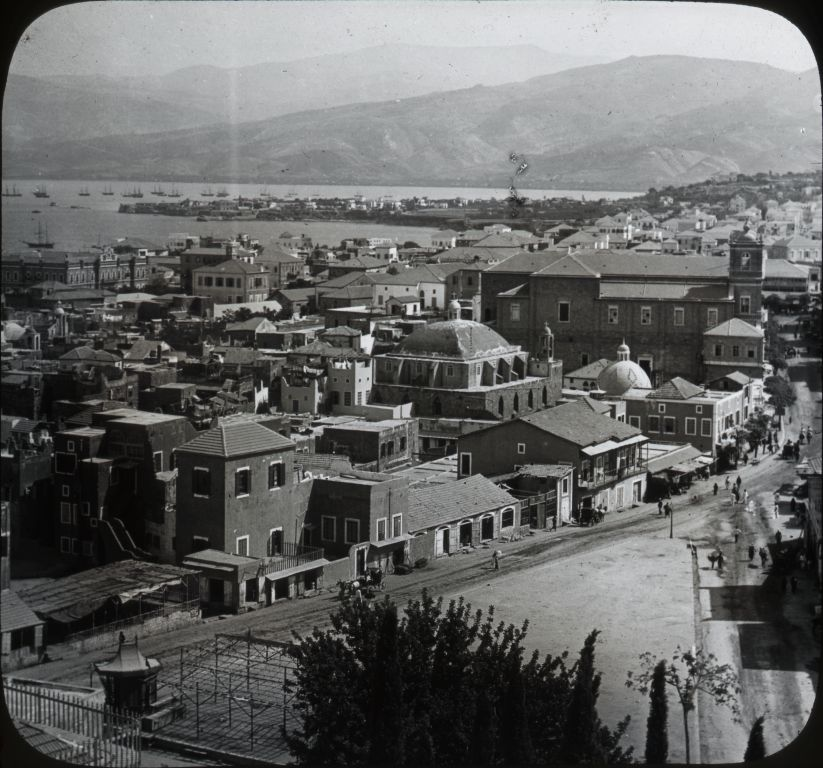
20世紀前半のベイルート

第一次世界大戦に引き続きオスマン朝が崩壊すると、ベイルートとレバノン全域はフランスに与えられた（フランス委任統治領シリア）。キリスト教国のフランス統治の下では少数派のキリスト教徒が非常に優遇されたため、ベイルートでは宗教間の緊張が高まることになった。
1940年、第二次世界大戦序盤でフランスが敗れると、レバノンを含むシリアに展開するフランス軍は親独政権であるヴィシー政権に同調。枢軸国側として中東に展開するイギリス軍と対峙した。翌年7月12日、イギリス軍がベイルート市内に攻勢をかける直前のタイミングで停戦協定が成立し、市内に大きな戦火が及ぶ事態は避けられた。停戦後はイギリス軍と自由フランス軍がレバノン一帯を制圧した。
戦後、レバノンは独立を与えられ、ベイルートはその首都となった。その後ベイルートは、中東における交通の要所であり、商業と金融、観光の主要な中心地となり中東のパリと呼ばれるほど華やかで美しい街として発展。中東の金融・商業の中心地として発展したベイルートに駐在する日本人は多く、在留邦人数は一時3,000人に達した。さらにアラブ世界の知的首都でもあり続けたが、それも1975年にレバノンで凄惨な内戦が勃発するまでであった。
内戦のほとんどの期間、ベイルートは、イスラム教徒の西部（ベイルートの大部分）とキリスト教徒の東部に分割された。かつて商業や文化活動が栄えた市街地は、無人地帯になった。ベイルートの上流階級や知識人の多くが他国に逃れた。また、マロン派キリスト教徒住民の多くは、ベイルートの北東にあるジュニーエ（マロン派の歴史的な中心地とされている）に疎開した。
この内戦終結後、レバノンの人々はベイルートを再建しつつあり、観光、文化、知的活動も徐々に回復し、商業やファッション、報道も盛んになりつつあるが、観光や大衆文化の中心はカイロ、イスタンブールなどの都市に、金融、交通の中心はドバイにその地位が移り、課題は大きい。

### 21世紀
2006年のイスラエル軍によるレバノン侵攻により街南部が空爆された。2009年現在は、治安も安定し街自体の再建も進んでいるものの、イメージ悪化による観光客の減少が街に影を落としている。
2020年8月4日、ベイルート港の倉庫に貯蔵されていた大量の硝酸アンモニウムに引火して1キロトン級の大規模な爆発が発生。港が壊滅するとともに、都市の半分以上が被害を受け30万人が家を失う深刻な被害を受けた。
2021年10月14日、市内でシーア派の政党アマルの支持者数百人による、前年の爆発事故調査に抗議するデモが行われた。その際、デモ隊に向けて何者かが発砲、6人以上が死亡した。
2024年10月、イスラエルがヒズボラ掃討を目的にレバノンへの侵攻を開始（レバノン侵攻 (2024年)）。ベイルート市内にもヒズボラの拠点を目標とした空爆が加えられ、市内の病院は負傷者であふれた。

## 気候
ベイルートは地中海性気候であり、冬季多雨で夏季少雨の気候である。6 - 9月の間は非常に雨が少ないものの、湿度が高く蒸し暑くなる日が多い。海岸沿いに位置するため、気温の日較差は小さく、午後から夕方にかけての海風と夜間の陸風が卓越する。降水のほとんどは 10 月から 4 月に発生する。秋と春は少ない降水日の強雨が多くを占める一方で、冬季にはより多くの降水日にわたって平均して降る。標高の高い東郊をのぞいて降雪は稀である。あられが降ることがひと冬に数度ある。
| ベイルート（ベイルート国際空港）の気候                             | ベイルート（ベイルート国際空港）の気候 | ベイルート（ベイルート国際空港）の気候 | ベイルート（ベイルート国際空港）の気候 | ベイルート（ベイルート国際空港）の気候 | ベイルート（ベイルート国際空港）の気候 | ベイルート（ベイルート国際空港）の気候 | ベイルート（ベイルート国際空港）の気候 | ベイルート（ベイルート国際空港）の気候 | ベイルート（ベイルート国際空港）の気候 | ベイルート（ベイルート国際空港）の気候 | ベイルート（ベイルート国際空港）の気候 | ベイルート（ベイルート国際空港）の気候 | ベイルート（ベイルート国際空港）の気候 |
| 月                                                                 | 1月                                    | 2月                                    | 3月                                    | 4月                                    | 5月                                    | 6月                                    | 7月                                    | 8月                                    | 9月                                    | 10月                                   | 11月                                   | 12月                                   | 年                                     |
| ------------------------------------------------------------------ | -------------------------------------- | -------------------------------------- | -------------------------------------- | -------------------------------------- | -------------------------------------- | -------------------------------------- | -------------------------------------- | -------------------------------------- | -------------------------------------- | -------------------------------------- | -------------------------------------- | -------------------------------------- | -------------------------------------- |
| 最高気温記録 °C （°F）                                             | 27.9 (82.2)                            | 30.5 (86.9)                            | 36.6 (97.9)                            | 39.3 (102.7)                           | 41.1 (106)                             | 40.0 (104)                             | 40.4 (104.7)                           | 39.5 (103.1)                           | 37.5 (99.5)                            | 37.0 (98.6)                            | 33.1 (91.6)                            | 30.0 (86)                              | 41.1 (106)                             |
| 平均最高気温 °C （°F）                                             | 17.4 (63.3)                            | 17.5 (63.5)                            | 19.6 (67.3)                            | 22.6 (72.7)                            | 25.4 (77.7)                            | 27.9 (82.2)                            | 30.0 (86)                              | 30.7 (87.3)                            | 29.8 (85.6)                            | 27.5 (81.5)                            | 23.2 (73.8)                            | 19.4 (66.9)                            | 24.25 (75.65)                          |
| 日平均気温 °C （°F）                                               | 14.0 (57.2)                            | 14.0 (57.2)                            | 16.0 (60.8)                            | 18.7 (65.7)                            | 21.7 (71.1)                            | 24.9 (76.8)                            | 27.1 (80.8)                            | 27.8 (82)                              | 26.8 (80.2)                            | 24.1 (75.4)                            | 19.5 (67.1)                            | 15.8 (60.4)                            | 20.87 (69.56)                          |
| 平均最低気温 °C （°F）                                             | 11.2 (52.2)                            | 11.0 (51.8)                            | 12.6 (54.7)                            | 15.2 (59.4)                            | 18.2 (64.8)                            | 21.6 (70.9)                            | 24.0 (75.2)                            | 24.8 (76.6)                            | 23.7 (74.7)                            | 21.0 (69.8)                            | 16.3 (61.3)                            | 12.9 (55.2)                            | 17.71 (63.88)                          |
| 最低気温記録 °C （°F）                                             | 0.4 (32.7)                             | 3.0 (37.4)                             | 0.2 (32.4)                             | 7.6 (45.7)                             | 10.0 (50)                              | 15.0 (59)                              | 18.0 (64.4)                            | 19.0 (66.2)                            | 17.0 (62.6)                            | 11.1 (52)                              | 7.0 (44.6)                             | 4.6 (40.3)                             | 0.2 (32.4)                             |
| 降水量 mm （inch）                                                 | 190.9 (7.516)                          | 143.4 (5.646)                          | 110.8 (4.362)                          | 46.3 (1.823)                           | 15.0 (0.591)                           | 1.5 (0.059)                            | 0.3 (0.012)                            | 0.4 (0.016)                            | 2.3 (0.091)                            | 60.2 (2.37)                            | 100.6 (3.961)                          | 163.8 (6.449)                          | 825.5 (32.5)                           |
| 平均降水日数 （≥0.1 mm）                                           | 15                                     | 12                                     | 9                                      | 5                                      | 2                                      | 0                                      | 0                                      | 0                                      | 1                                      | 4                                      | 8                                      | 12                                     | 68                                     |
| % 湿度                                                             | 69                                     | 68                                     | 67                                     | 69                                     | 71                                     | 71                                     | 73                                     | 73                                     | 69                                     | 68                                     | 66                                     | 68                                     | 69                                     |
| 平均月間日照時間                                                   | 131                                    | 143                                    | 191                                    | 243                                    | 310                                    | 348                                    | 360                                    | 334                                    | 288                                    | 245                                    | 200                                    | 147                                    | 2,940                                  |
| 出典1：Pogodaiklimat.ru                                            |                                        |                                        |                                        |                                        |                                        |                                        |                                        |                                        |                                        |                                        |                                        |                                        |                                        |
| 出典2：Danish Meteorological Institute (sun and relative humidity) |                                        |                                        |                                        |                                        |                                        |                                        |                                        |                                        |                                        |                                        |                                        |                                        |                                        |

## 交通
市の南の郊外にあるラフィク・ハリリ国際空港が最寄り空港である。
かつて市内にはトラムが運行されていたが、自動車の普及により1960年代に全廃止されている。

## 文化

### 大学
- ベイルート・アメリカン大学
- サン・ジョゼフ大学
- ビジネス・コンピューター大学
- Hagazian大学
- レバノン大学
- アメリカン・レバノン大学
- アメリカン科学技術大学
- ベイルート・アラブ大学

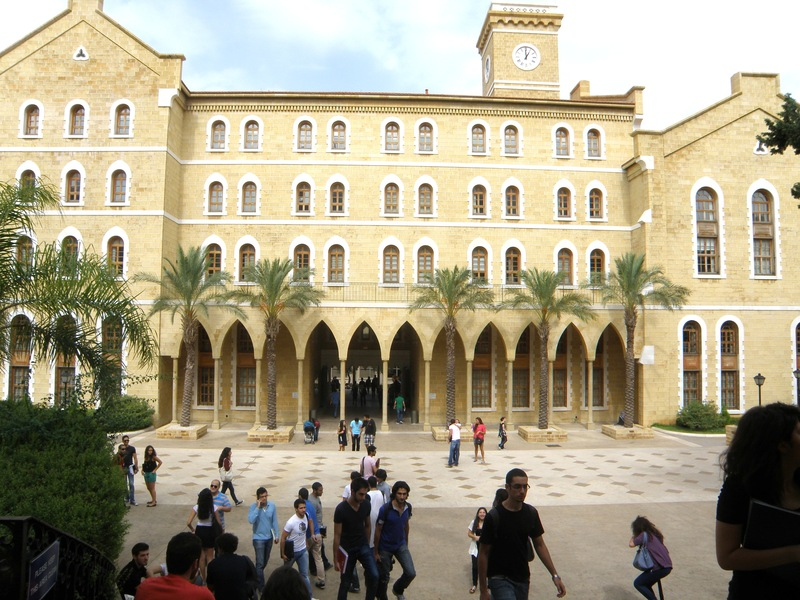
ベイルート・アメリカン大学

など21の大学がある。また、2006年2月に東京外国語大学中東研究日本センターが開所した。

## 姉妹都市
- アンマン（ヨルダン・ハシェミット王国）
- アテネ（ギリシャ共和国 アッティカ地方 中央アテネ県）
- バグダード（イラク共和国 バグダード県）
- ドバイ（アラブ首長国連邦 ドバイ首長国）
- イスタンブール（トルコ共和国 イスタンブール県）
- クウェートシティ（クウェート国 アースィマ県）
- ルサカ（ザンビア共和国 ルカサ州）
- ロサンゼルス（アメリカ合衆国 カリフォルニア州）
- メキシコシティ（メキシコ合衆国）
- モスクワ（ロシア連邦 モスクワ連邦市）
- パリ（フランス共和国 イル＝ド＝フランス地域圏）
- ケベックシティ（カナダ連邦 ケベック州）
- サンパウロ（ブラジル連邦共和国 サンパウロ州）
- トリポリ（リビア共和国 トリポリ県）
- チュニス（チュニジア共和国 チュニス県）
- エレバン（アルメニア共和国 エレバン地方）

## 画像

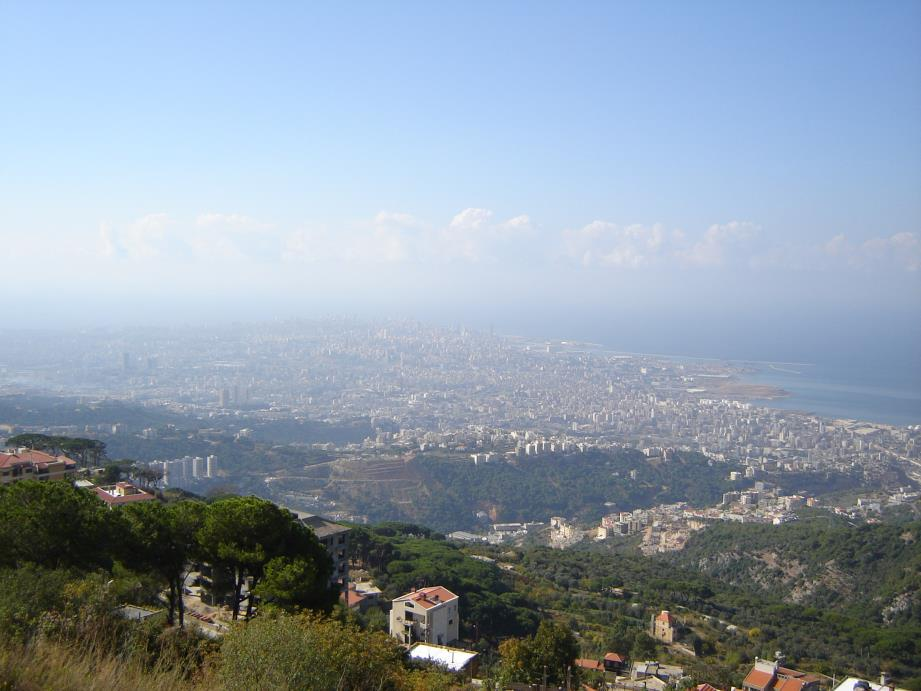
ベイルートの風景
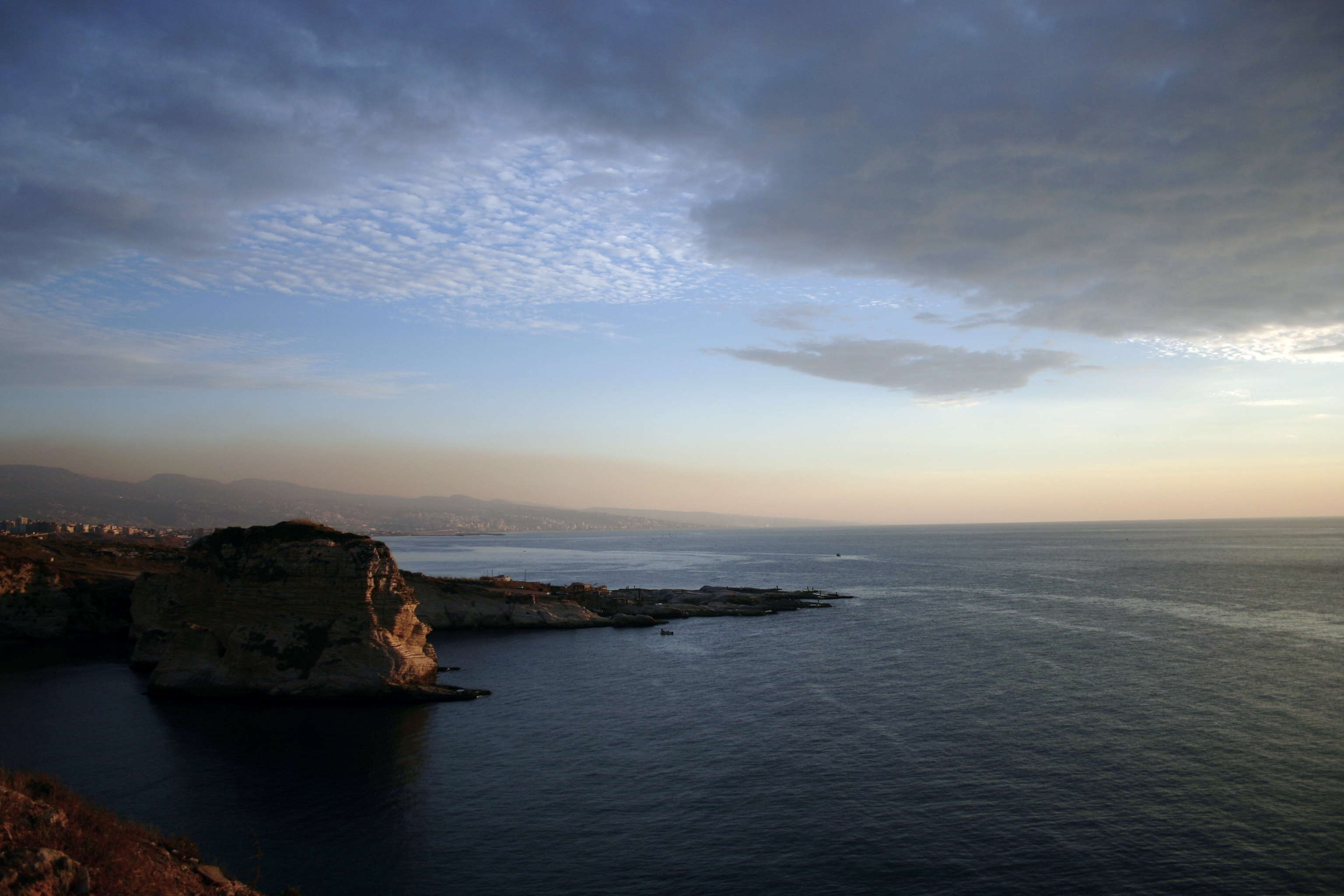
ベイルートの夕焼け
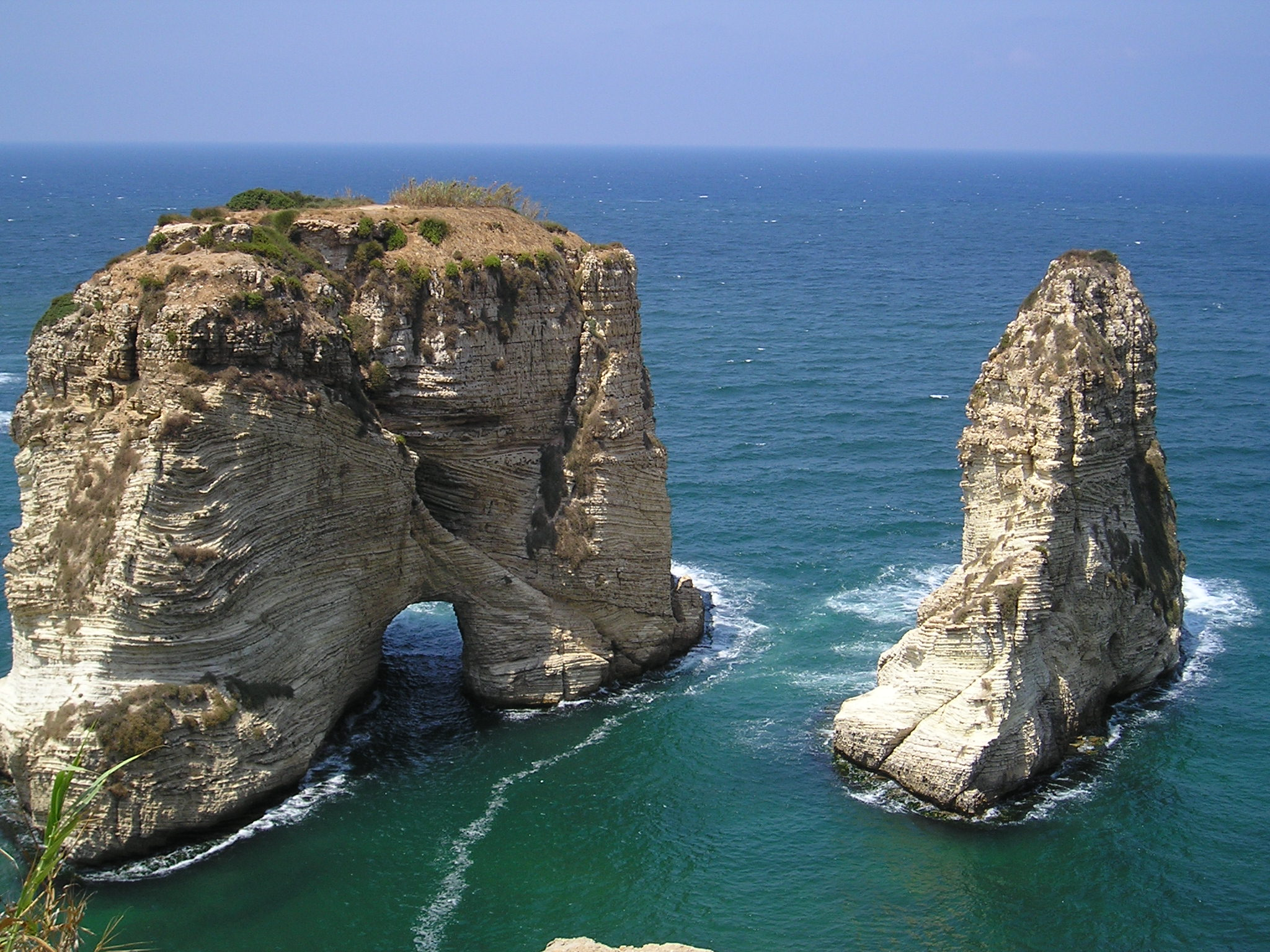
鳩の岩 (Raouché、pigeon rocks)
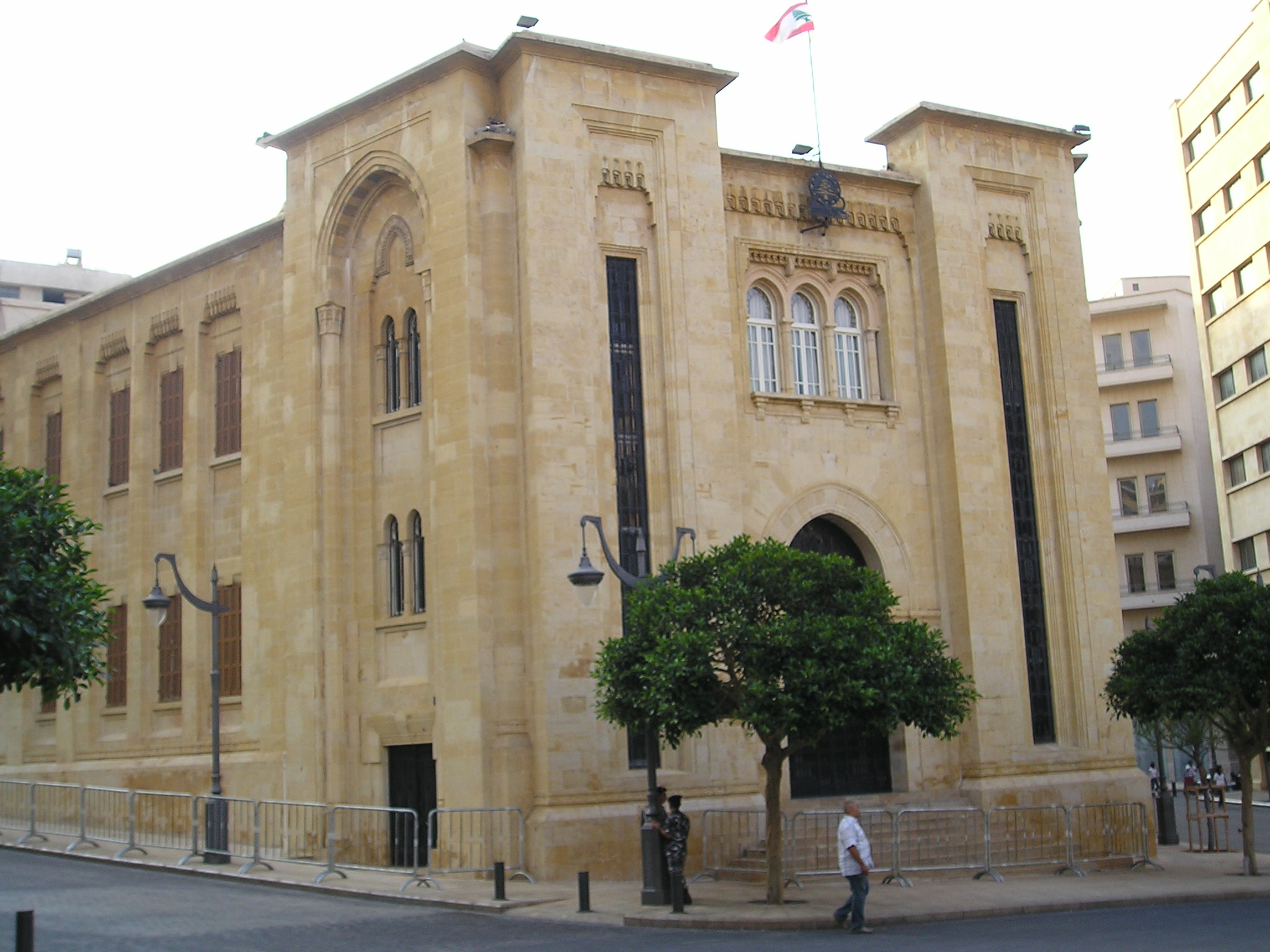
レバノン議会, Place d'Étoile, 別名: Nejemah 広場
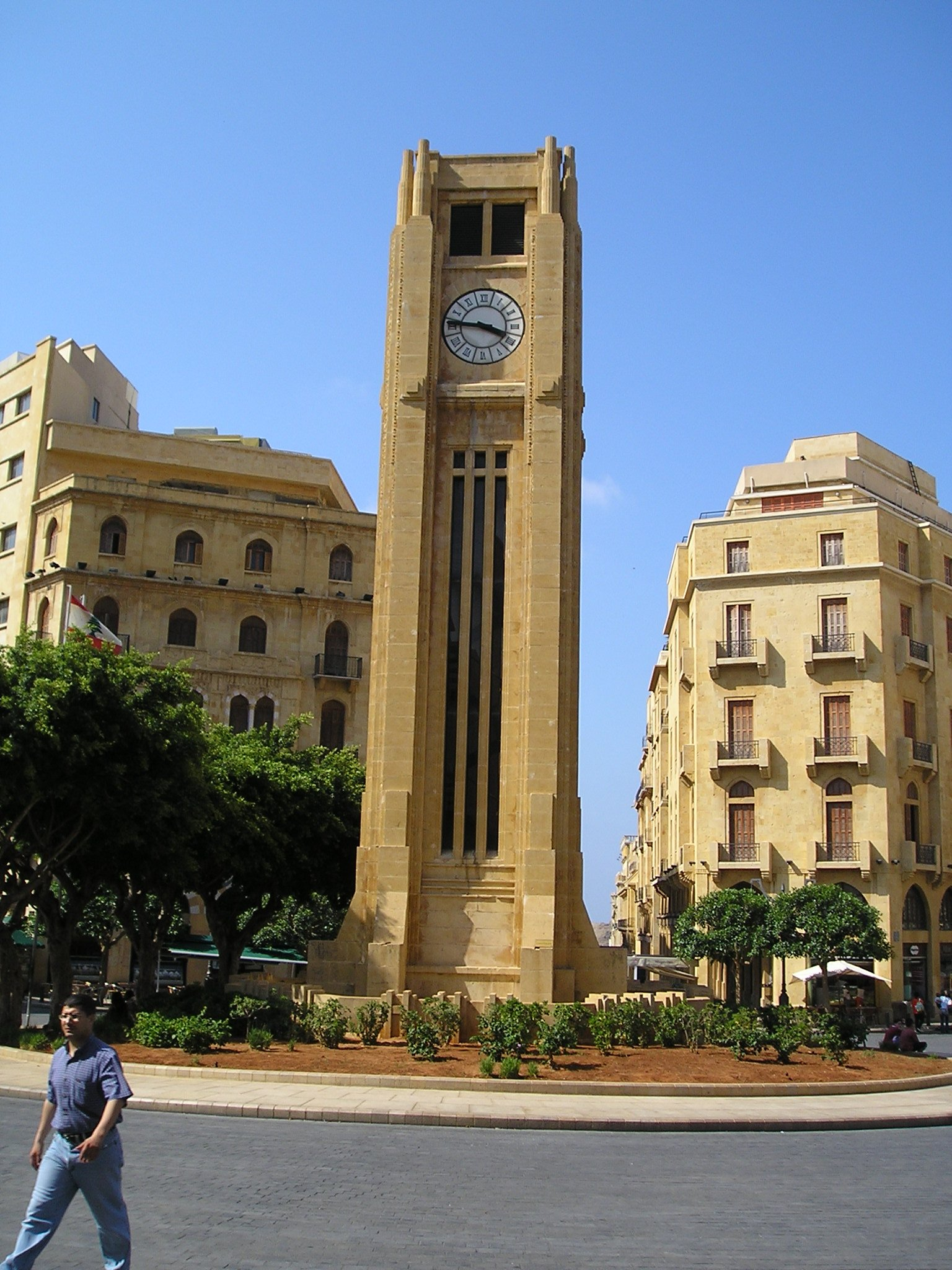
時計塔, Place d'Étoile, 別名: Nejemah 広場
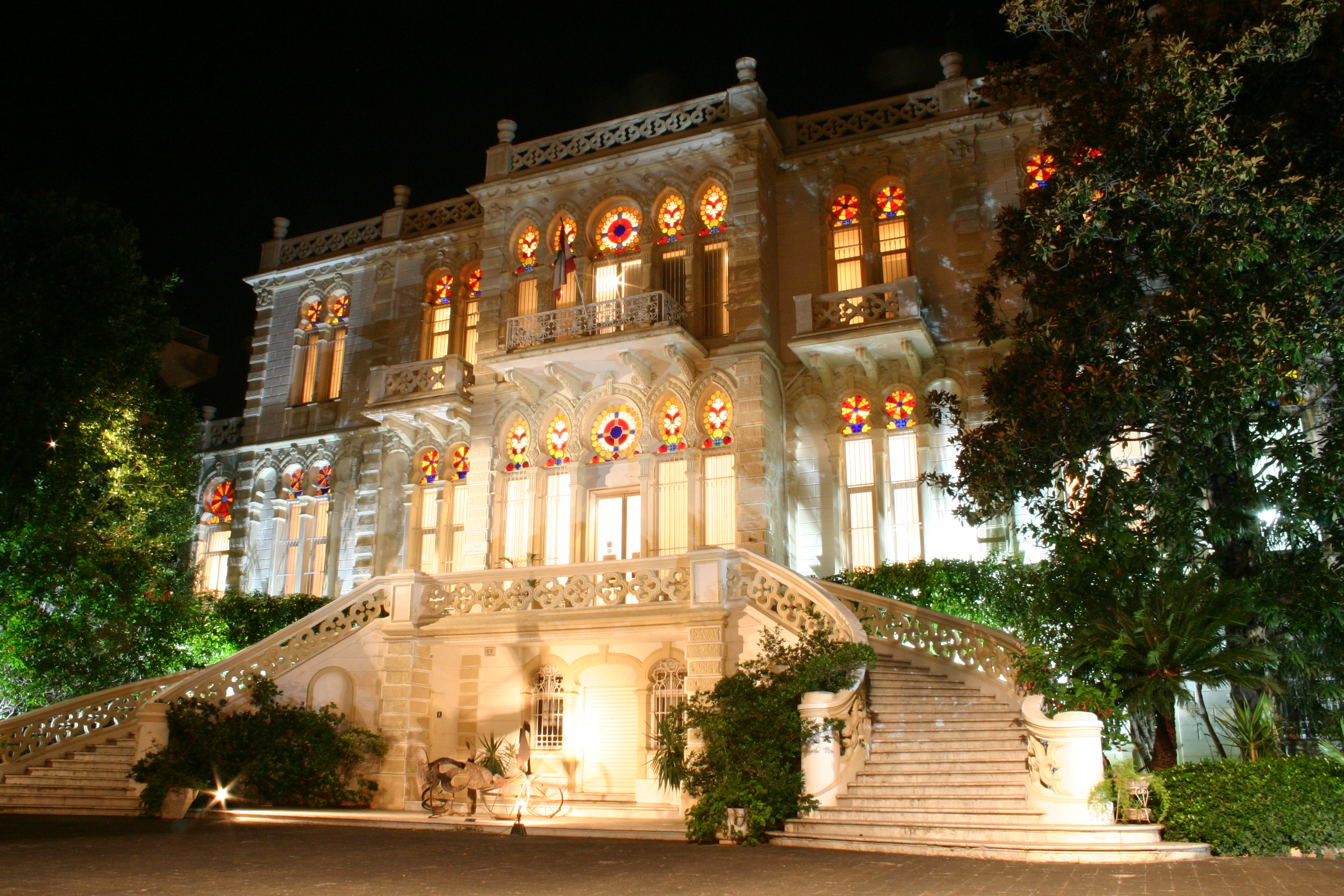
Sursock house
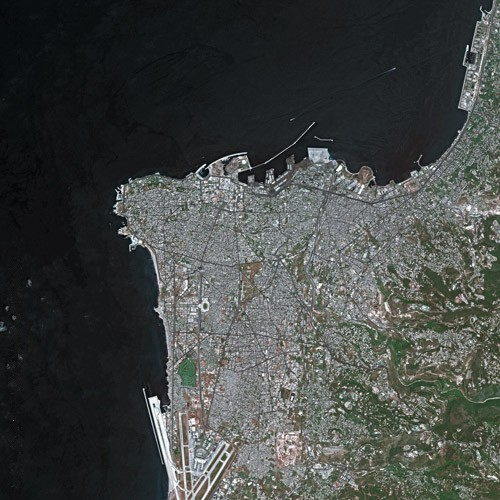
ベイルートの衛星写真